# ピーター・ウェーニング
ピーター・ウェーニング（Pieter Weening、1981年4月5日 - ）は、オランダ、ハルケマ出身の自転車競技（ロードレースとシクロクロス）選手。一部メディアではピーテル・ウェーニングと表記している所もある。

## 経歴
2001年、ラボバンクの下部チーム、ラボバンク・コンチネンタルチームに加入。
2002年
- オランダ国内選手権・U23ロードレース優勝。

2004年、ラボバンクのトレーニーから昇格。
- ブエルタ・ア・エスパーニャ初出場、総合59位。

2005年
- ツール・ド・フランス初出場、第8ステージ勝利、総合72位。
- ツール・ド・ポローニュ 区間1勝(第6)、総合2位

2009年
- オーストリア一周 区間1勝（第3)、総合6位。
- ツール・ド・ポローニュ 総合4位

2011年
- ツール・ド・ロマンディ 総合6位
- ジロ・デ・イタリア 区間1勝(第5)。

2012年、グリーンエッジに移籍。
2013年
- ツール・ド・ポローニュ 総合優勝
- ツール・ド・ランカウイ 総合2位
- バスク一周 総合6位
- アムステルゴールドレース 8位

2020年シーズンをもって現役を引退した。翌2021年シーズンより古巣であるチーム・ジェイコ・アルウラーのアシスタント・スポーツディレクターを務めている。